# My-way-Preis

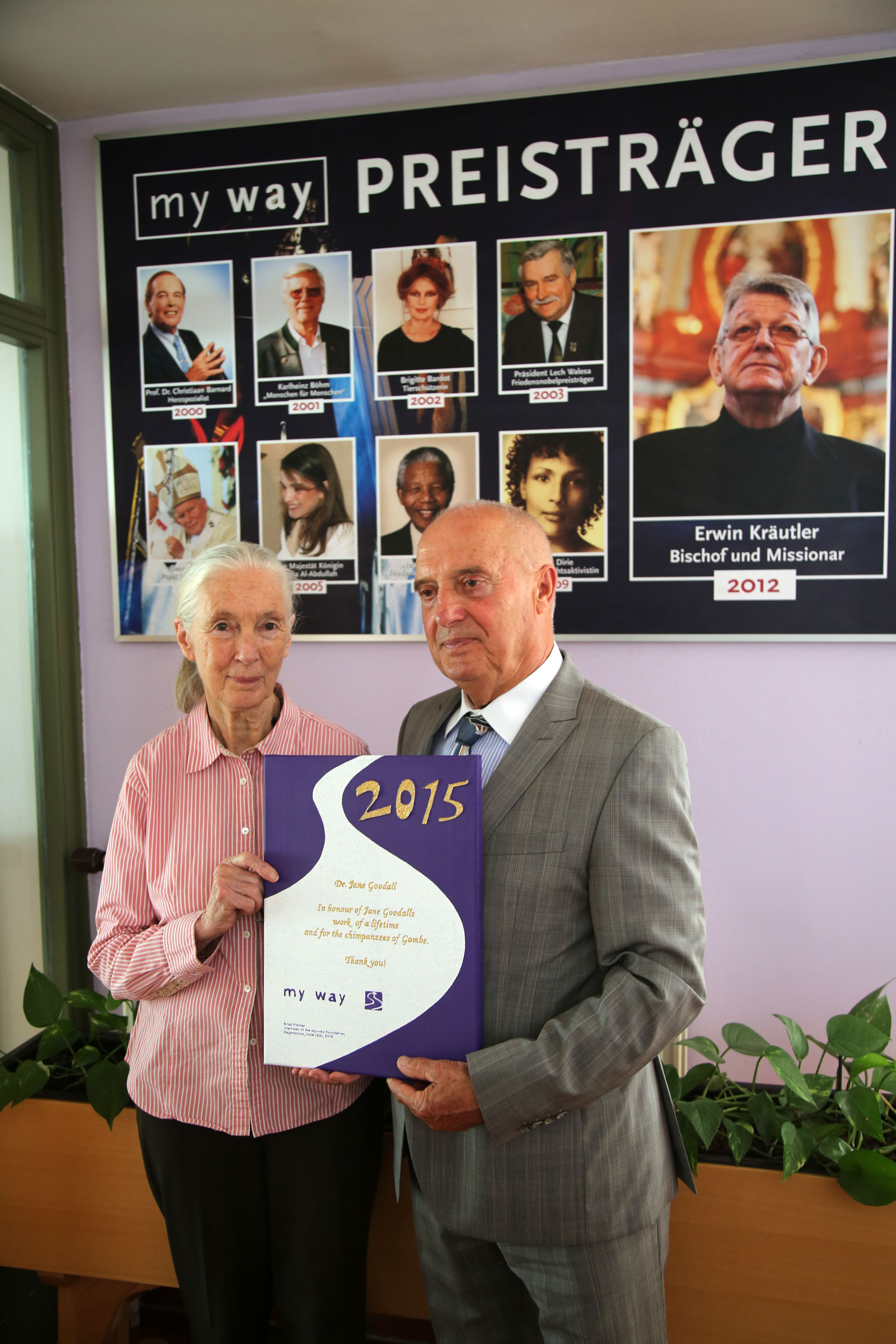
Jane Goodall, My-way-Preisträgerin 2015

Der My-way-Preis wird von der My-way-Stiftung in der Gemeinde Hagenbrunn in Niederösterreich vergeben.
Am 15. Mai 1999 wurde in Hagenbrunn ein My-Way-Skulpturen-Weg eröffnet. Auf diesem Weg befinden sich sieben Kunstwerke, welche die Stationen des Lebens darstellen: die Geburt, die Kindheit, das Erwachen, die Liebe, die Familie, das Alter, das Licht.
Seit dem Jahr 2000 wird der My-way-Preis für Humanität vergeben. Der Preis ist mit 10.000 Euro dotiert.

## Preisträger
- 2000: Christiaan Barnard für sein Lebenswerk[1]
- 2001: Karlheinz Böhm
- 2002: Brigitte Bardot
- 2003: Lech Wałęsa
- 2004: Johannes Paul II.[2]
- 2005: Rania von Jordanien für ihr international beachtetes, großes Engagement insbesondere für Kinder, Jugendliche, Frauen und Familien[3]
- 2006/2007: Nelson Mandela für sein außergewöhnliches Engagement und seine außerordentlichen Erfolge hinsichtlich der Verbesserung der Menschenrechte, der Demokratie, des Friedens und der Schaffung einer gerechteren Gesellschaft in Südafrika[4]
- 2009: Waris Dirie für ihren Kampf gegen die weibliche Genitalverstümmelung[5]
- 2012: Erwin Kräutler für seinen kompromisslosen Einsatz für Menschenrechte und Solidarität der unterdrückten Völker in Südamerika[6]
- 2015: Jane Goodall[7]